# Rulyrana susatamai
Espèce
Synonymes
- Cochranella susatamai Ruiz-Carranza & Lynch, 1995

Statut de conservation UICN

 VU B1ab(iii) : Vulnérable
Rulyrana susatamai est une espèce d'amphibiens de la famille des Centrolenidae.

## Répartition
Cette espèce est endémique de Colombie. Elle se rencontre dans les départements d'Antioquia, de Huila, de Caldas et de Tolima entre 900 et 1 650 m d'altitude sur le versant Est de la cordillère Centrale.

## Description

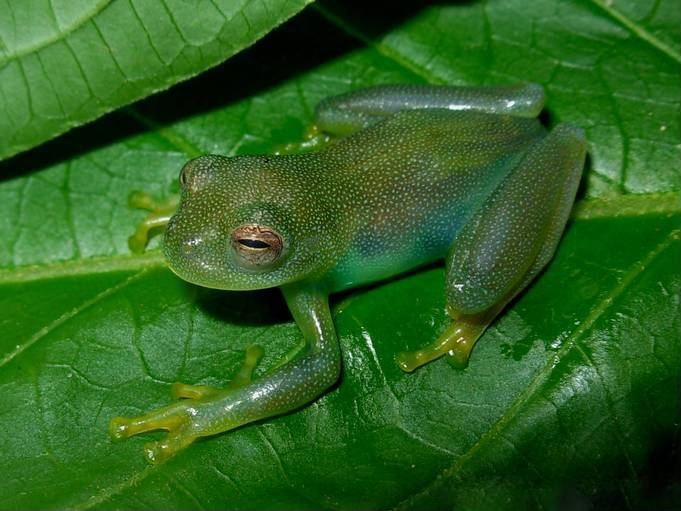
Rulyrana susatamai

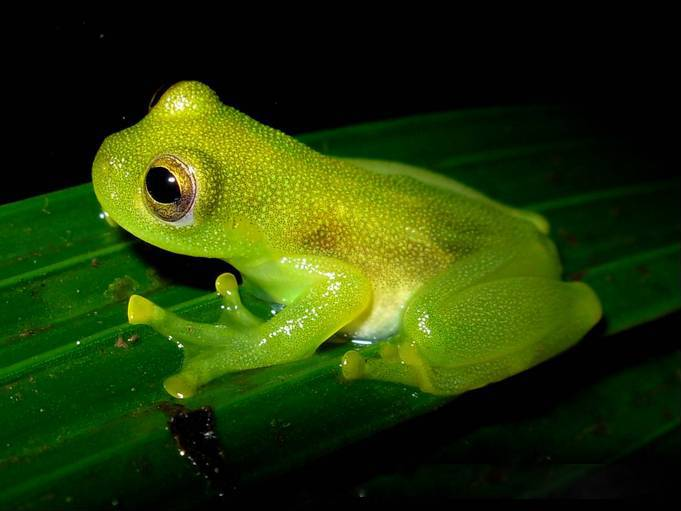
Rulyrana susatamai

Les mâles mesurent de 22,3 à 25,6 mm et les femelles de 26,9 à 27,4 mm.

## Étymologie
Cette espèce est nommée en l'honneur de Gustavo Susatama.

## Publication originale
- Ruiz-Carranza & Lynch, 1995 : Ranas Centrolenidae de Colombia. V. Cuatro nuevas especies de Cochranella  de la Cordillera Central. Lozania, vol. 62, p. 1-23.